# 國立臺灣大學醫學人文博物館
25°02′22″N 121°31′08″E / 25.039551°N 121.518895°E
國立臺灣大學醫學人文博物館，為臺大博物館群成員之一，原址為臺灣總督府醫學校（臺大醫學院舊館），與臺大醫學院、臺大醫院東址相鄰。該館於2008年開幕，以醫學文物典藏及展示臺灣醫學史為重點，揭示台大醫學院在臺灣醫學發展之貢獻，展現醫學各領域在臺灣發展之過程及特色，並提供教師作為醫學人文領域之教育及研究材料。並成立「體驗學習中心」，發揮教育推廣的功能。

## 沿革

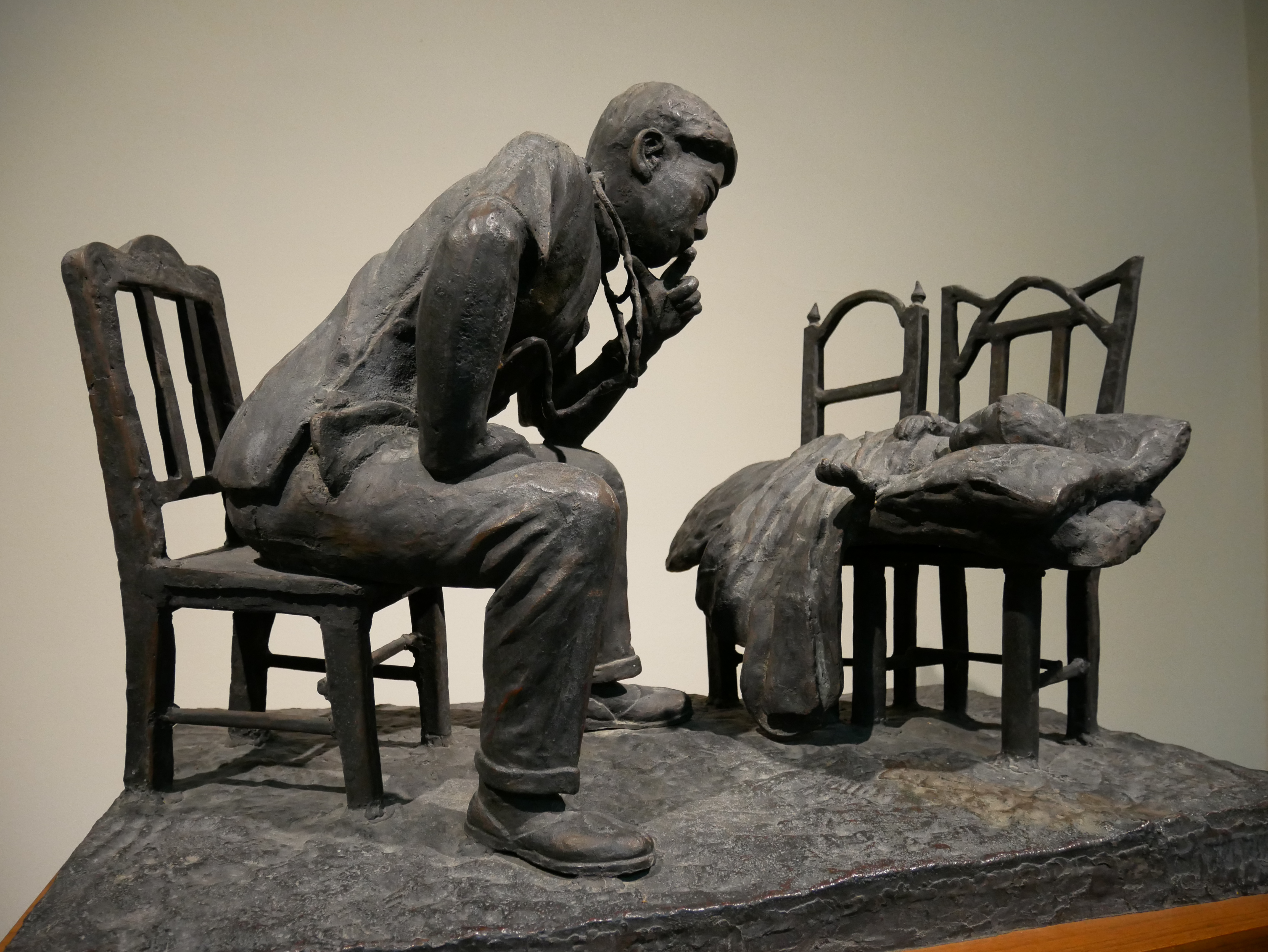
《醫師之像》

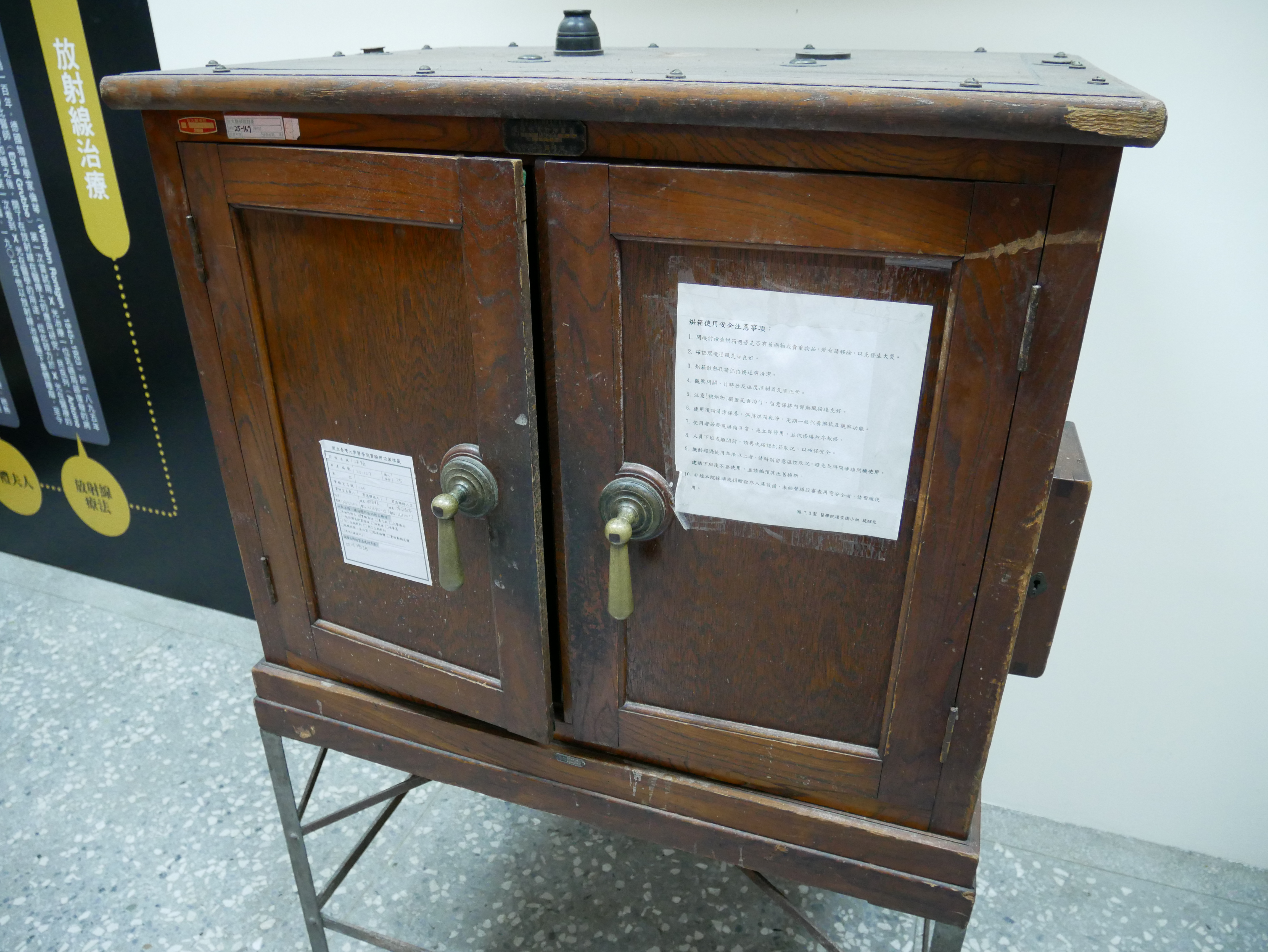
烘箱

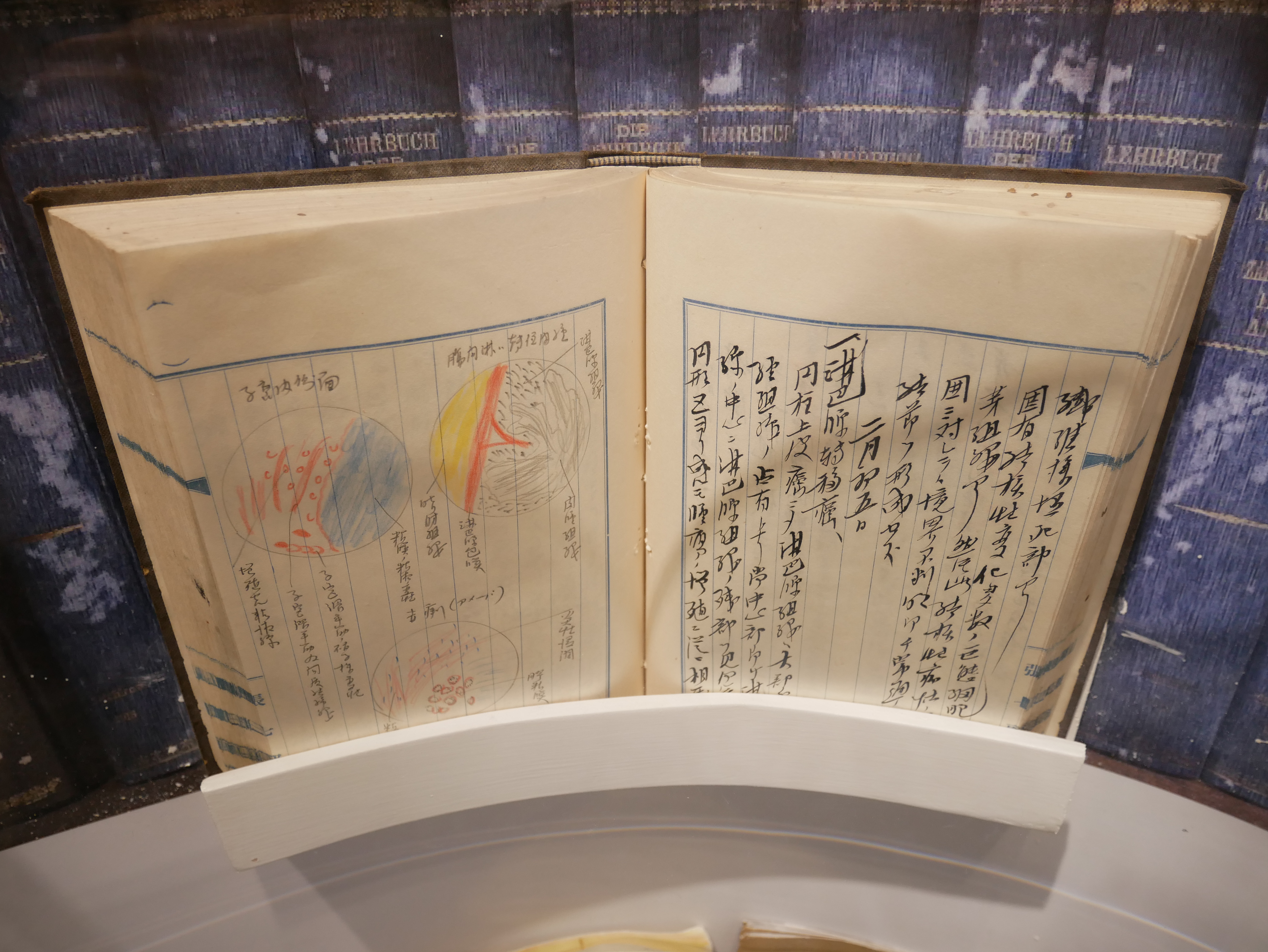
張七郎就讀臺灣總督府醫學校時的筆記

- 2007年11月15日，國立臺灣大學成立「臺大博物館群」，此館亦為博物館群之成員，因此隨之轉型為「臺大醫學人文博物館」[3]。
- 2008年11月16日，該館正式開幕，更名為「醫學人文博物館」，擔負起維護醫學文物史料的責任，並成立「體驗學習中心」，擴大展覽主題，並與院外及校外相關單位合作，發揮教育推廣的功能。訪客包含了臺大教職員、學生及社會人士[3][2][4]。
- 2009年6月，此館開始籌劃常設展，成立博物館秘書處，經一年後完成第一期計畫[3]。

## 空間利用
臺大醫學人文博物館是一棟兩層樓的建築，沿中山南路與仁愛路成L型。雖材質、外牆顏色等，與原建築不盡相同，但仍散發典雅及高度人文氣質。

### 一樓

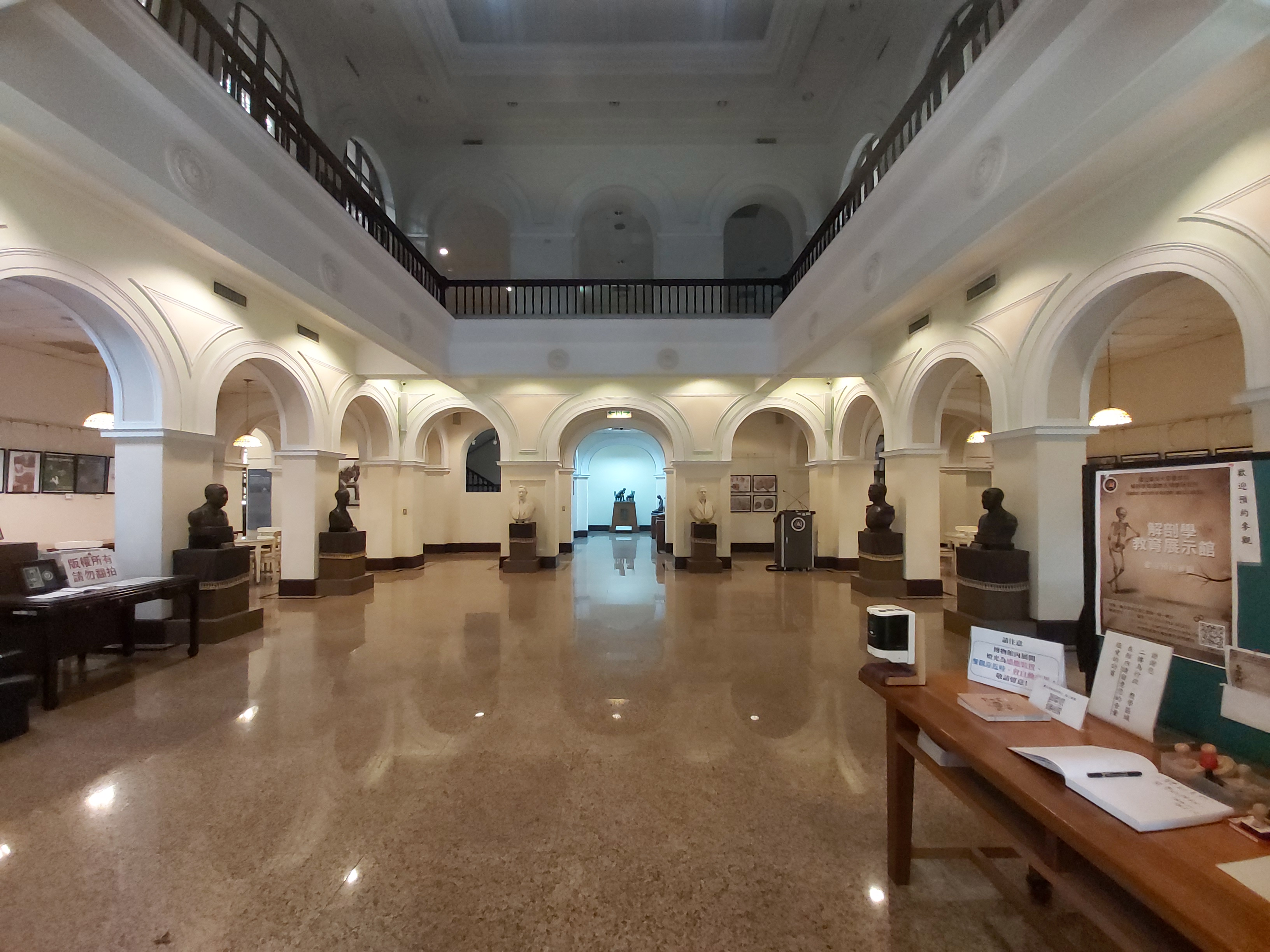
大廳

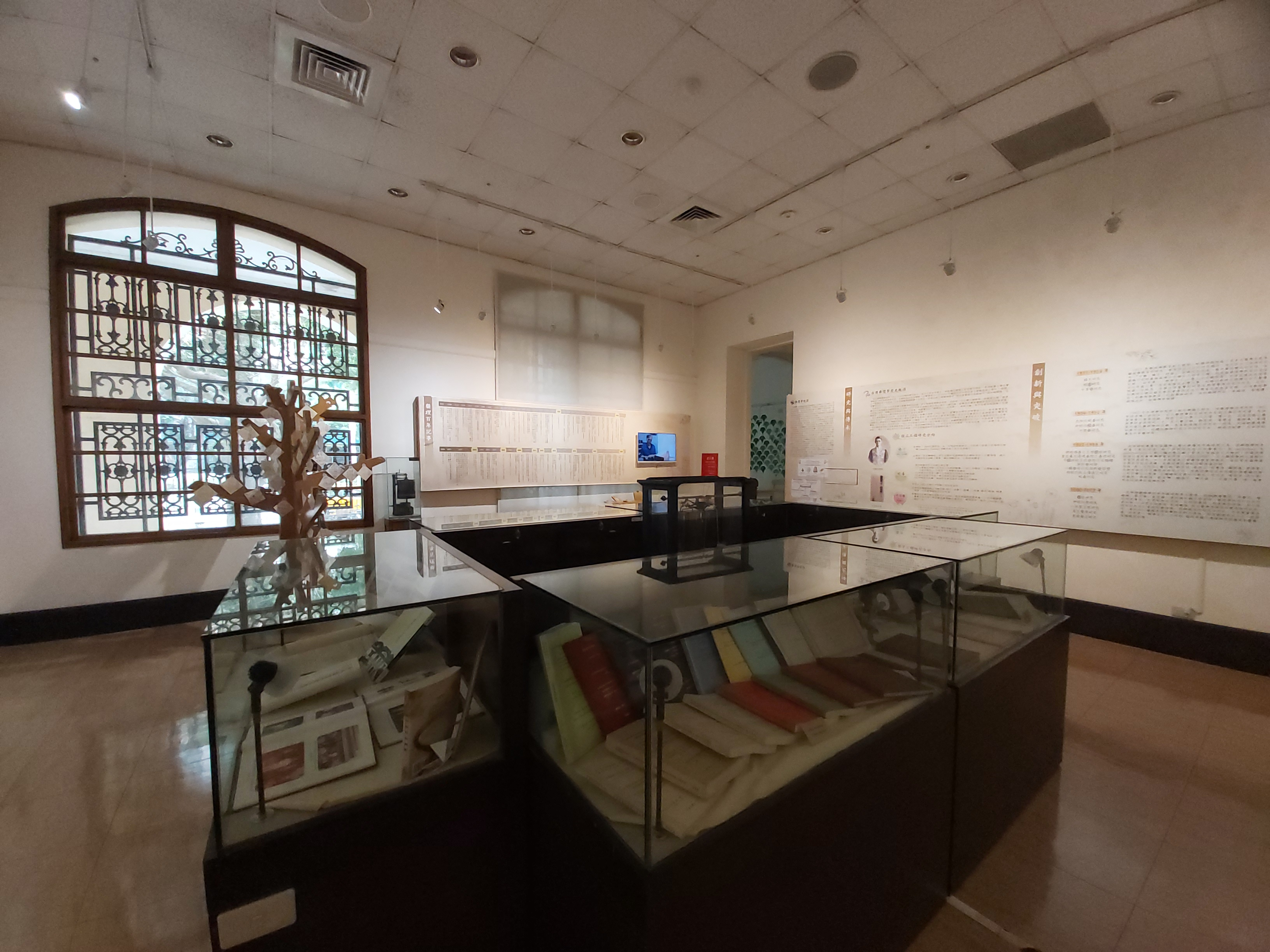
特展室

- 大廳：置有院長與校長等半身銅像，兩側牆面提供師生作為作品展示之用。
- 展示室：共九間展示室，分為特展和常設展兩個展區。
- 楓城交誼廳：咖啡店。
- 校友會聯合會
- 院史室

### 二樓
非院區人員非經許可不可上樓。
- 醫學人文研究群：於2000年10月6日經醫學院89學年度第2次院務會議通過成立。旨在以醫學人文館為基地，進行文物史料蒐集及編纂，並推廣醫學人文教育[5]。
- 社區醫學研究群
- 社會醫學科[6]
- 一般醫學科
- 小組教學討論室
- 共同教育室

## 活動

### 常設展
- 生命的誕生
  - 開展時間：2010/06/17 
  - 以懷孕280天的發展為時間軸，從歷史、科學等面向去探討在懷孕各階段中的醫學活動發展，以及生殖醫學的知識；同時呈現台大醫學院和醫院在生殖醫學的研究，以及台灣社會和民間對於懷孕生產的種種看法。輔以訪談孕婦、助產士和產科醫師，讓參觀者對有更深一層的了解[7]。
- 台灣人哪裡來 
  - 開展時間：2010/06/17
  - 台大醫學院解剖學科，自日治時期成立以來，在金關丈夫教授的帶領下，有系統且大規模的展開體質人類學研究。此展是藉由七十多年所累積的研究成果，幫助參觀者瞭解台灣人的體質特徵，台灣原住民之間以及和周遭地區的人種的關係。同時以保存四千年前完整的墾丁寮骨骸，來探討史前台灣人和現住民的關連[8]。

### 特展
展期分別為四個月到一年不等。

### 其他藝文活動
- 音樂會，不定期於館內舉辦[2]。
- 博物館參訪體驗學習活動、人文關懷系列活動。
  - 體驗學習中心人文學體驗學習交流網站[9]

## 參觀資訊
- 開放時間：週二~週日 9:30~16:30（週一與國定假日休館）
- 各項展覽皆可免費參觀。除了直接前往外，也可以透過線上預約導覽，館方將安排導覽志工陪同參訪[2]。

## 附註
1. ↑  醫學人文博物館 （页面存档备份，存于）.臺灣大學博物館群
2. 1 2 3 4  王泓琦、李承軒.傳承醫學教育與人文傳統 臺大醫學人文博物館 （页面存档备份，存于）.台大學生報.2012-09-22[2012-11-12]
3. 1 2 3 4  博物館簡史 （页面存档备份，存于）.台大醫學人文博物館官網
4. ↑  2008年國立台灣大學醫學校區聯合校友大會 主題:台大醫學校區之歷史與新生2012-11-15[永久]
5. ↑  臺大醫學院醫學人文研究群簡介 （页面存档备份，存于）.楓城學報.2009-01-01.[2012-11-12]
6. ↑  歷史沿革.台大醫學院社會醫學科
7. ↑  臺大醫學人文博物館 常設展一 生命的誕生，摺頁，醫學人文博物館出版。
8. ↑  臺大醫學人文博物館 常設展二 台灣人哪裡來，摺頁，醫學人文博物館出版。
9. ↑  人文學體驗學習計劃 （页面存档备份，存于）.臺大醫學人文博物館

## 外部連結
- 臺灣大學博物館群（页面存档备份，存于）
- 國立臺大醫學院行動演講網 （页面存档备份，存于）
- 台大醫學人文博物館 （页面存档备份，存于）
- 臺大醫學人文博物館  臺北旅遊網 （页面存档备份，存于）